# Encounterové skupiny
Encounterové skupiny patří do oblasti psychoterapie, konkrétně přístupu zaměřeného na člověka. Jako první se o nich zmiňuje Carl Rogers, americký psycholog a psychoterapeut, kolem roku 1970, ve své knize Carl Rogers on Encounter Groups. Ovšem již po skončení II. světové války začíná na University of Chicago experimentovat se skupinovou prací.
Za předchůdce encounterových skupin jsou považovány tzv. T-skupiny (tréninkové skupiny) sociálního psychologa Kurta Lewina, kde byl kladen velký důraz na interpersonální interakci, na proces a situaci "tady a teď". Důležitými pojmy, které Lewis zavedl, byly zpětná vazba, rozmrznutí či pozorující účast.
Encounterové skupiny jsou často označovány také jako sebezkušenostní nebo pohovorové skupiny. Většinou se odehrávají formou intenzivních workshopů (např. jednodenní nebo víkendové) na rozdíl od klasických, pravidelně se scházejících terapeutických skupin. Atmosféra bývá uvolněná, neformální, protože účastníci spolu ve většině případů tráví i volný čas, dobu mezi workshopy.
Jako v každé terapeutické skupině je i součástí encounterové skupiny facilitátor. Zde má ovšem menší odstup, stává se rovnocenným s účastníky skupiny. Facilitátor vždy každého účastníka akceptuje a pozitivně přijímá. Na začátku uvede skupinu a poté nastupuje počáteční nejistota co a jak. Během chvilky se ovšem atmosféra uvolňuje, účastníci získávají důvěru a pocit bezpečí. Během celého sezení již panuje uvolněná atmosféra a naprostá akceptace. Jistá nejistota se obvykle ukazuje na začátku každého sezení, i ve skupinách se zkušenými účastníky, která však během krátké chvilky zmizí.

## Znaky encounterových skupin
- 8–18 účastníků (známy jsou však i skupiny větší)
- nestrukturovaná
- hledá vlastní cíle a směry
- zkušenost může, ale nemusí obsahovat kognitivní komponenty (otázky, materiál)
- facilitátor usnadňuje vyjadřování pocitů
- osobní interakce
- 15 fází

## Proces ve skupině
1. Začátek - všeobecná nejistota = klienti se cítí nesví, nedůvěřují si, nastává zmatek. Často se vyznačuje povrchní interakcí a zdvořilou společenskou konverzací.
2. Odpor vůči osobnímu výrazu = účastníci skupiny zkouší, jak mohou ostatním důvěřovat, jak budou nebo nebudou akceptováni a přijati
3. Popis minulých pocitů = účastníci jsou ještě spíše uzavřeni do sebe, jejich pocity jsou projevovány skrytě, nejsou prézentní
4. Výraz negativních pocitů = snaha o první vyjádření negativních pocitů, výraz těchto pocitů je jakousi zkouško důvěryhodnosti skupiny
5. Výraz a zkoumání osobně důležitého materiálu = účastníci zjišťují, že si mohou navzájem důvěřovat a začínají se svěřovat se svými dlouho skrytými problémy
6. Výraz interperosnálních pocitů ve skupině = klienti jsou si jisti, že jejich pocity a postoje mohou být v klimatu skupiny otevřeny, jejich vztahy a postoje se začínají měnit
7. Vývoj léčebné kapacity ve skupině = v této fázi se celá skupina zapojuje do procesu, účastníci se dokáží vcítit do problémů a prožívání druhých
8. Sebeakceptace a počínající změny = akceptace je počátkem změn ve skupině, kdo nedokáže akceptovat sebe, nedokáže akceptovat jiné, proto je tato fáze velmi důležitá
9. Zbourání fasád = fasády jsou postoje, zvyklosti, zábrany a způsoby komunikace téměř každého účastníka skupiny; pokud se někdo schovává za svoje konstrukty, je ve skupině akceptován, ale po určité době nastávají konfrontace
10. Individuum dostává zpětnou vazbu, jak působí na ostatní = vyjádření pocitů, jak na sebe účastníci vzájemně působí
11. Konfrontace = (= zpětná vazba) určité interakce ve skupině, probíhají i pozitivně, ale ve většině případů jsou negativní
12. Nápomocný vztah mimo skupinová sezení = někteří účastníci mají nadání druhého doprovázet v jeho prožitcích i mimo skupinu, jejich rozhovory jsou do hloubky a zaměstnávají je i po večerech, přestávkách nebo např. na procházkách
13. Zásadní setkání = jde o jisté empatické pochopení a ještě něco více, setkání na úrovni stejných pocitů a emocí, opravdového prožití druhého a vzájemného vztahu
14. Výraz pozitivních pocitů = ve skupině se mnoho mění, je těžké vyjádřit pozitivní pocity a vzdát se hodnocení, ale právě akceptace a spolehnutí se je díky tomu způsobem nového porozumění
15. Chování se ve skupině mění = velké změny v gestech, vyjádření je mnohdy hlasité, pocitově prožívané, spontánní, méně umělé nebo předstírané; účastníci jsou více empatičtí, otevření a sebejistí, jsou ochotni naslouchat

## Kritika encounterových skupin
- zkušenosti ze skupin často nepůsobí dlouhodobě
- nebezpečí příliš intenzivních prožitků, které by mohly vést k psychotickým stavům
- může dojít k sexuální přitažlivosti mezi členy skupiny (tudíž už nebude fungovat tak, jak má)
- vytváření konstruktů a nových předpisů ze zkušeností ve skupině - vytváření nových předpisů, jak se má člověk (jinak) chovat